# Toyd Farm with Allenford
Toyd Farm with Allenford var en civil parish från 1858 till 1932 då den blev en del av Martin, i grevskapet Hampshire, i England. Civil parish var belägen 15 km från Ringwood och hade 19 invånare år 1931.